# Équipe cycliste Filotex
Pour les articles homonymes, voir Équipe cycliste Sanson.
L'équipe cycliste Filotex (connue également comme l'équipe Springoil-Fuchs puis Sanson) est une équipe cycliste italienne professionnelle qui a existé entre 1963 et 1980. 
Elle ne doit pas être confondue avec les deux autres équipes Sanson, apparues quelques années avant.

## Histoire de l'équipe
L'équipe est créée en 1963 avec comme sponsor le fabricant italien Springoil (spécialisés dans les lubrifiants pour les applications industrielles et automobiles) et les cycles Fuchs.
Deux ans après, Filotex, une entreprise présente dans l'industrie du câble, prend la suite de l'équipe pendant onze saisons. Franco Bitossi est le leader de l'équipe jusqu'en 1972.
Entre 1976 et 1980, le groupe Sanson, un producteur alimentaire italien prend la suite de l'équipe Filotex. L'équipe court avec pour leader Francesco Moser. Lors de la saison 1978, le Belge Roger De Vlaeminck rejoint l'effectif pour une saison et l'équipe remporte la Coupe du monde intermarques.
Fin 1980, elle disparaît du peloton.

## Principales victoires

### Classiques
- Championnat de Zurich : Franco Bitossi (1965 et 1968) et Francesco Moser (1977)
- Tour de Lombardie : Franco Bitossi (1967 et 1970), Francesco Moser (1975 et 1978)
- Tour de Venetie : Alberto Della Torre (1968), Franco Bitossi (1970), Francesco Moser (1979) et Carmelo Barone (1980)
- Tour de Toscane : Franco Bitossi (1968), Giorgio Favaro (1969), Josef Fuchs (1972) et Francesco Moser (1974, 1976 et 1977)
- Tour d'Émilie : Franco Bitossi (1970), Francesco Moser (1974 et 1979) et Mario Beccia (1977)
- Paris-Tours : Francesco Moser (1974)
- Grand Prix du Midi Libre : Francesco Moser (1975) et Claudio Bortolotto (1978)
- Flèche wallonne : Francesco Moser (1977)
- Paris-Roubaix : Francesco Moser (1978, 1979 et 1980)
- Milan-San Remo : Roger De Vlaeminck (1978)
- Gand-Wevelgem : Francesco Moser (1979)

### Courses par étapes
- Tour de Suisse : Franco Bitossi (1965)
- Tirreno-Adriatico : Franco Bitossi (1967) et Francesco Moser (1980)
- Tour de Catalogne : Franco Bitossi (1970) et Francesco Moser (1978)
- Tour d'Allemagne : Gregor Braun (1980)

## Résultats sur les grands tours
| - Tour de France - 2 participations (1966 et 1975) - 5 victoires d'étapes - 3 en 1966 : Franco Bitossi (2) et Marcello Mugnaini - 2 en 1975 : Francesco Moser (2) - 1 classement annexe - Classement du meilleur jeune : Francesco Moser (1975) | - Tour d'Italie - 17 participations (1963, 1964, 1965, 1966, 1967, 1968, 1969, 1970, 1971, 1972, 1973, 1974, 1976, 1977, 1978, 1979, 1980) - 43 victoires d'étapes - 4 en 1964 : Franco Bitossi (4) - 3 en 1965 : Guido Carlesi (2) et Franco Bitossi - 2 en 1966 : Franco Bitossi (2) - 2 en 1967 : Franco Bitossi et Marcello Mugnaini - 3 en 1968 : Franco Bitossi (2) et Italo Zilioli - 4 en 1969 : Franco Bitossi (2), Ugo Colombo et Italo Zilioli - 4 en 1970 : Franco Bitossi (4) - 1 en 1971 : Franco Bitossi - 1 en 1972 : Ugo Colombo - 1 en 1973 : Francesco Moser - 1 en 1974 : Ugo Colombo - 4 en 1976 : Francesco Moser (3) et Sigfrido Fontanelli - 2 en 1977 : Mario Beccia et Claudio Bortolotto - 4 en 1978 : Francesco Moser (4) - 4 en 1979 : Francesco Moser (3) et Claudio Bortolotto - 2 en 1980 : Francesco Moser et Carmelo Barone - 10 classements annexes - Grand Prix de la montagne : Franco Bitossi (1964, 1965 et 1966) et Claudio Bortolotto (1979) - Classement par points : Franco Bitossi (1969 et 1970) et Francesco Moser (1976, 1977 et 1978) - Classement du meilleur jeune : Mario Beccia (1977) | - Tour d'Espagne - 0 participation - 0 victoire d'étape - 0 classement annexe |